# Kurt Dossin
Kurt Dossin (Leipzig, 28 de marzo de 1913 - Bad Kreuznach, 26 de abril de 2004) fue un jugador de balonmano alemán. Fue un componente de la Selección de balonmano de Alemania.
Con la selección ganó la medalla de oro en los Juegos Olímpicos de Berlín 1936, los primeros en los que el balonmano fue olímpico.